# Lily Tucker-Pritchett
Lillian Elizabeth "Lily" Tucker-Pritchett (Vietnam, 19 februari 2008) is een personage uit de sitcom Modern Family dat vertolkt wordt door Aubrey Anderson-Emmons.

## Biografie
Lily werd geboren in Vietnam en werd geadopteerd door Mitchell en Cameron. Als baby was ze vaak het middelpunt van de belangstelling. Hierdoor lag ze geregeld in conflict met Luke en Manny, totdat Joe geboren werd, en hij bijgevolg het belangrijkste kind werd. Lily gaf al snel aan geen broertje of zusje te willen, maar wel wilde ze graag een kat. Deze krijgt ze ook, en die zal Larry heten.
Op het einde van de serie krijgt ze alsnog een broertje, genaamd Rexford Tucker-Pritchett.
Bedenkers: Steven Levitan · Christopher Lloyd 

Hoofdpersonages: Jay Pritchett (Ed O'Neill) · Gloria Delgado-Pritchett (Sofía Vergara) · Claire Dunphy (Julie Bowen) · Phil Dunphy (Ty Burrell) · Mitchell Pritchett (Jesse Tyler Ferguson) · Cameron Tucker (Eric Stonestreet) · Luke Dunphy (Nolan Gould) · Haley Dunphy (Sarah Hyland) · Manny Delgado (Rico Rodriguez II) · Alex Dunphy (Ariel Winter) · Lily Tucker-Pritchett (Aubrey Anderson-Emmons) · Joe Pritchett (Jeremy Maguire)

Voornaamste nevenpersonages: Dylan Marshall (Reid Ewing) · Andy Bailey (Adam DeVine) · Pameron Tucker (Dana Powell)  · Ben (Joe Mande) · Frank Dunphy (Fred Willard) · Pepper Saltzman (Nathan Lane) · Ronaldo (Christian Barillas) · Stella (Brigitte the Dog) · Larry (Frosty the Cat)